# Golgota Picnic
Golgota Picnic (Golgotha Picnic) – sztuka autorstwa argentyńskiego dramatopisarza Rodrigo Garcíi z 2011 roku. Zawiera krytykę społeczeństwa konsumpcyjnego, porusza temat natury ludzkiej, a przede wszystkim dekonstruuje osobę i przesłanie Jezusa Chrystusa, przedstawiając Jezusa m.in. jako antyspołecznego szaleńca, chorego na AIDS, otoczonego nagimi ciałami, stąpającego po tysiącach bułek do hamburgerów.

## Kontrowersje
Sztuka wzbudzała kontrowersje i protesty chrześcijan. W 2011 spektakle we Francji, w Tuluzie a następnie Paryżu, wywołały protesty tamtejszych katolików. 
W 2014 po protestach Kościoła katolickiego odwołano zaplanowane przedstawienie na Malta Festival Poznań. Liczne protesty w innych miastach (Lublin, Warszawa, Białystok) zakłócały lub powodowały odwołanie innych wydarzeń związanych ze sztuką (odczyty, pokazy filmowe).